# Luciano Bosio
Luciano Bosio (Fontanella, 22 marzo 1959) è un ex cestista italiano.

## Carriera
Playmaker di 188 cm per 82 kg, ha giocato in Serie A1 e Serie A2 con la Recoaro Forlì nel 1980-81, due stagioni con il Basket Mestre, poi Bergamo, due anni a Siena, uno a Cantù, un altro nuovamente a Forlì (1988-89), per giocare poi un'ultima volta nella massima serie nel 1993-94 a Reggio Calabria.